# Decetiodes metallica
Decetiodes metallica är en fjärilsart som beskrevs av W. Warren 1904. Decetiodes metallica ingår i släktet Decetiodes och familjen Uraniidae. Inga underarter finns listade i Catalogue of Life.